# 田原可南子
田原 可南子（たはら かなこ、1994年（平成6年）2月14日 - ）は、日本の女優、歌手。本名、同じ。旧芸名、綾乃 美花（あやの みか）。夫は俳優の高良健吾。
東京都出身。スターダストプロモーションを退所後、フリーランス期間を経てTRUSTAR所属。ミスマガジン2011準グランプリ。父は歌手の田原俊彦、母は元『CanCam』モデルの向井田彩子。

## 略歴
歌手の田原俊彦と元『CanCam』モデルの向井田彩子との間に長女として誕生。妹がいる。
幼いころより女優に憧れており、原宿でのスカウトをきっかけに芸能事務所へ所属して、綾乃 美花（あやの みか）の芸名で芸能活動を開始。田原の娘であることを伏せて応募した2011年（平成23年）のミスマガジン2011で、グランプリの衛藤美彩に次ぐ準グランプリ並びに副賞のJOYSOUND賞、ジョイポリス賞をトリプル受賞。最終候補15人に残った際に、田原との関係が明らかになり話題を集めた。インタビューでは父親に関する質問を聞かれる事が多かったせいか、度々マスクを取り出して喋らなくなるパフォーマンスを披露している。
2011年（平成23年）9月にミスマガジン2011オフィシャルDVD「ミスマガジン2011 綾乃美花」をリリースするなどグラビアで活動する一方で、同年10月のミスマガジン出演ドラマ『もっと熱いぞ!猫ヶ谷!!』（メ〜テレ）で女優としてテレビドラマ初出演。同年12月にはデジタルアーツ「i-フィルター」でCM初出演。2012年（平成24年）11月公開の映画『悪の教典』にも出演した。また歌手として、『ミスマガシンガープロジェクト produced byボカロP』によりニコニコ動画の人気ボカロP・Junkyのプロデュースによる楽曲「I ♥（アイ ラブ）」で2012年（平成24年）7月に配信デビュー。さらに同年10月にはミスマガジン2011受賞者の秋月三佳、朝倉由舞と3人で期間限定ユニットREaaaL!（リアル）を結成して、ニコニコ動画の人気ボカロP・EasyPopのプロデュースによる楽曲「CHANCE!」を11月にリリースしている。
一貫校の中学・高校からそのまま大学の芸術学部へ進学。出欠や課題に厳しい大学で在学中は学業に専念していたが、大学卒業の見通しが立った2015年（平成27年）12月に心機一転芸名を本名の田原 可南子（たはら かなこ）へと改名し、2016年（平成28年）1月からのテレビドラマ『MARS〜ただ、君を愛してる〜』（日本テレビ系）で芸能活動を再開。同年3月の大学卒業後より本格的に芸能活動に専念する。
2018年（平成30年）9月には、出演を予定していたACT第1回本公演『グーとパーでチョキを出す』を体調不良により降板。
2018年（平成30年）末をもって所属事務所のスターダストプロモーションを退所。
2020年（令和2年）8月22日、TRUSTARに所属した。
2024年10月4日、俳優の高良健吾と結婚することを発表した。第1子を妊娠しており、2025年春に出産予定。
2025年3月19日、第1子出産を発表した。

## 出演

### バラエティ番組
- アップデート大学（2016年10月 - 11月、テレビ朝日） - 準レギュラー
- 突然ですが占ってもいいですか？（2022年1月19日、フジテレビ）- ゲスト出演[23]

### テレビドラマ
- もっと熱いぞ!猫ヶ谷!!（2011年10月 - 12月、名古屋テレビ放送） - 城田さゆり 役
- 金曜プレステージ 淋しい狩人（2013年9月20日、フジテレビ） - 橋口加奈 役
- MARS〜ただ、君を愛してる〜（2016年1月 - 3月、日本テレビ） - 斉藤瞳 役
- ヒガンバナ〜警視庁捜査七課〜 第5話（2016年2月10日、日本テレビ） - 宮下美月 役
- 超入門!落語 THE MOVIE 第10回（2017年2月1日、NHK総合）
- 架空OL日記（2017年4月 - 6月、読売テレビ） - ゆみちゃん 役
- ソースさんの恋（2017年6月 - 7月、NHK BSプレミアム） - 伊集院麗子 役
- 相棒season 16 第16話（2018年2月14日、テレビ朝日） - 渡辺真子 役
- ヒモメン（2018年7月 - 9月、テレビ朝日） - 湯浅麻衣 役

### 映画
- 悪の教典（2012年） - 佐藤真優 役

### ドラマ
- ドーリィ♪カノン（2013年） - 宍戸心音 役（主役）

### CM
- デジタルアーツ「i-フィルター」（2011年12月）

### ミュージックビデオ
- WHITE JAM「恋バナ花火」（2016年）[24]
- C&K WEBドラマ『ヒカリトカゲ』第4話（2016年）

### 雑誌
- 週刊ヤングマガジン 2011年7月18日号

### WEB
- OCN TODAY 今日の美少女写真Vol.53
- 三重県伊賀エリアPR映像『忍者の国 -IGA-』（2017年2月 - ）

## 作品

### シングル（配信）
- I♥（アイラブ）（2012年7月25日発売、ワーナーミュージック・ジャパン）

### DVD
- ミスマガジン2011 綾乃美花（2011年9月14日発売、バップ）